# Stephen H. Hess

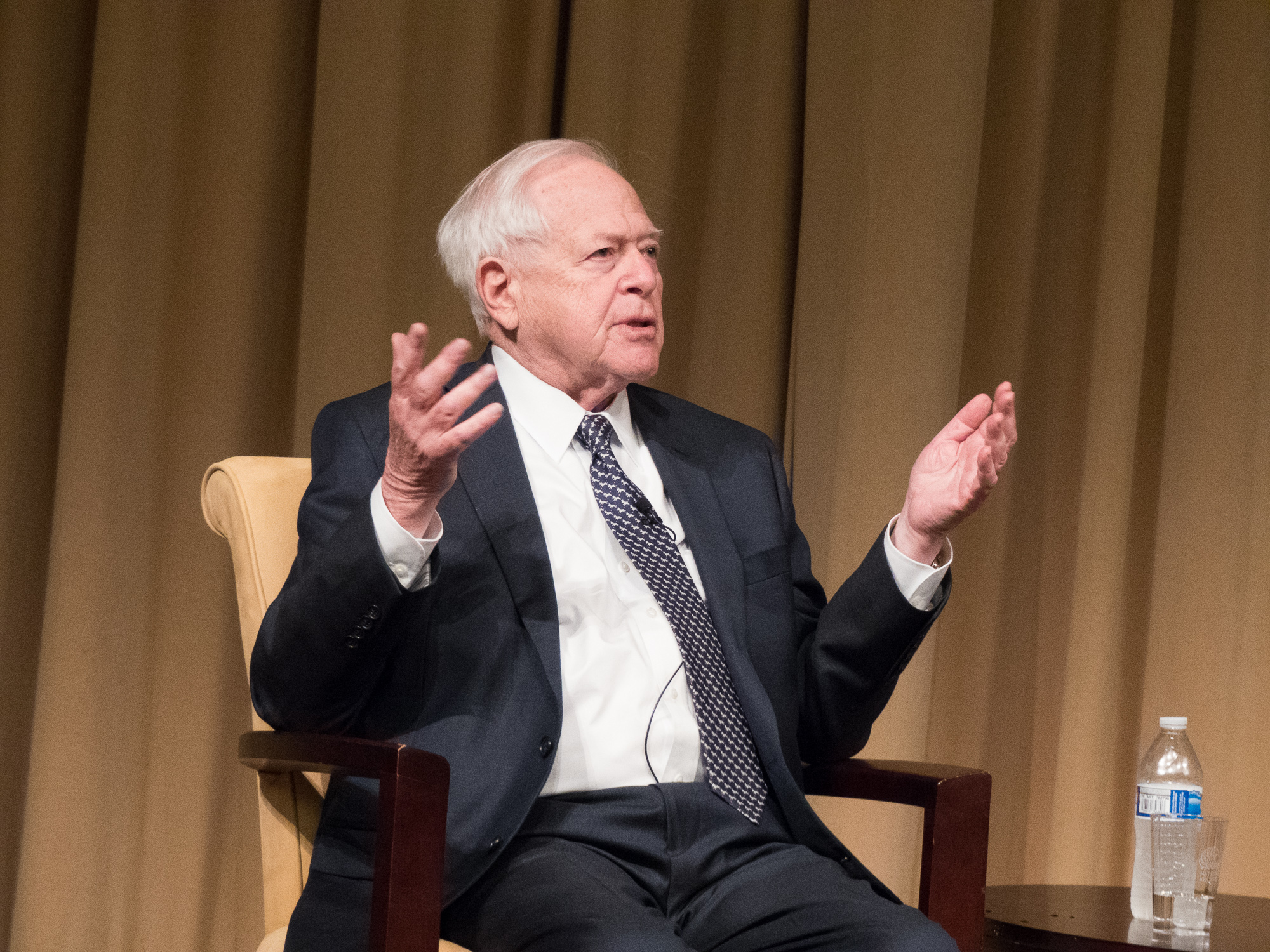
Stephen H. Hess 2018

Stephen H. Hess (* 20. April 1933 in New York) ist ein US-amerikanischer Politikwissenschaftler und politischer Berater.

## Leben und Wirken
Stephen H. Hess studierte Politikwissenschaft an der Johns Hopkins University und erwarb dort 1953 den Bachelorgrad. Von 1959 bis 1961 war er im Weißen Haus tätig, vor allem als Redenschreiber für Präsident Dwight D. Eisenhower und andere Politiker. Auch später war er als Präsidentenberater tätig, so 1969, 1970/71 sowie 1977. Seit 1972 arbeitete er an der renommierten Brookings Institution. Tätigkeiten als Hochschullehrer kamen hinzu: Von 1979 bis 1982 an der Harvard University und von 2004 bis 2009 an der George Washington University, vor allem für den Bereich „Media and Public Affairs“. Als politischer Berater arbeitete Hess für zahlreiche Institutionen. 1974 nahm er an der Generalversammlung der UNESCO teil, 1976 war er als Abgesandter der USA Mitglied der Generalversammlung der Vereinten Nationen. Hess hielt zahlreiche Gastvorträge im In- und Ausland.
1977 wurde Hess Mitglied der National Academy of Public Administration. Seine Buchveröffentlichungen behandeln vor allem das Amt des Präsidenten der Vereinigten Staaten und verschiedene Aspekte der Massenmedien. Im Jahre 2018 veröffentlichte er eine Autobiographie.

## Veröffentlichungen (Auswahl)
- America's political dynasties from Adams to Kennedy. Doubleday, Garden City, NY 1966 (neue erw. Ausgabe u.d.T.: America's political dynasties from Adams to Clinton. Brookings Institution, Washington, D.C. 2016, ISBN 978-0-8157-2710-1).
- (mit David S. Broder): The Republican Establishment. The present and the future of the G.O.P. Harper & Row, New York 1967.
- (mit Earl Mazo): Nixon. A political portrait. Harper & Row, New York 1968.
- The presidential campaign. The leadership selection process after Watergate. Brookings Institution, Washington, D.C. 1974, ISBN 0-8157-3589-8.
- Organizing the presidency. Brookings Institution, Washington, D.C. 1976, ISBN 0-8157-3587-1 (3. Aufl. 2002, ISBN 0-8157-3638-X).
- The Washington reporters (= Newswork, Bd. 1). Brookings Institution, Washington, D.C. 1981, ISBN 0-8157-3593-6.
- The government press connection (= Newswork, Bd. 2). Brookings Institution, Washington, D.C. 1984, ISBN 0-8157-3596-0.
- The ultimate insiders. US senators in the national media (= Newswork, Bd. 3). Brookings Institution, Washington, D.C. 1986, ISBN 0-8157-3598-7.
- The presidential campaign. An essay. 3. Aufl. Brookings Institution, Washington, D.C. 1988, ISBN 0-8157-3600-2.
- Live from Capitol Hill (= Newswork, Bd. 4). Brookings Institution, Washington, D.C. 1991, ISBN 0-8157-3628-2.
- International news & foreign correspondents (= Newswork, Bd. 5). Brookings Institution, Washington, D.C. 1996, ISBN 0-8157-3630-4.
- The little book of campaign etiquette. For everyone with a stake in politicians and journalists. Brookings Institution, Washington, D.C. 2000, ISBN 0-8157-3577-4.
- (Hrsg., mit Marvin L. Kalb): The media and the war on terrorism. Brookings Institution, Washington, D.C. 2003, ISBN 0-8157-3581-2.
- Through their eyes. Foreign correspondents in the United States (= Newswork, Bd. 6). Brookings Institution, Washington, D.C. 2005, ISBN 0-8157-3585-5.
- What do we now? A workbook for the president-elect. Brookings Institution, Washington, D.C. 2008, ISBN 978-0-8157-3655-4.
- (mit Sandy Northrop): American political cartoons. The evolution of a national identity, 1754–2010. Transaction Publ., New Brunswick, NJ 2011, ISBN 1-4128-1119-8.
- Whatever happened to the Washington reporters, 1978–2012 (= Newswork, Bd. 7). Brookings Institution, Washington, D.C. 2012, ISBN 978-0-8157-2386-8.
- The professor and the president. Daniel Patrick Moynihan in the Nixon White House. Brookings Institution, Washington, D.C. 2015, ISBN 978-0-8157-2615-9.
- Bit player. My life with Presidents and Ideas. Brookings Institution, Washington, D.C. 2018, ISBN 978-0-8157-3699-8 (Autobiographie).